# Magnus Hirschfeld
Pour les articles homonymes, voir Hirschfeld.

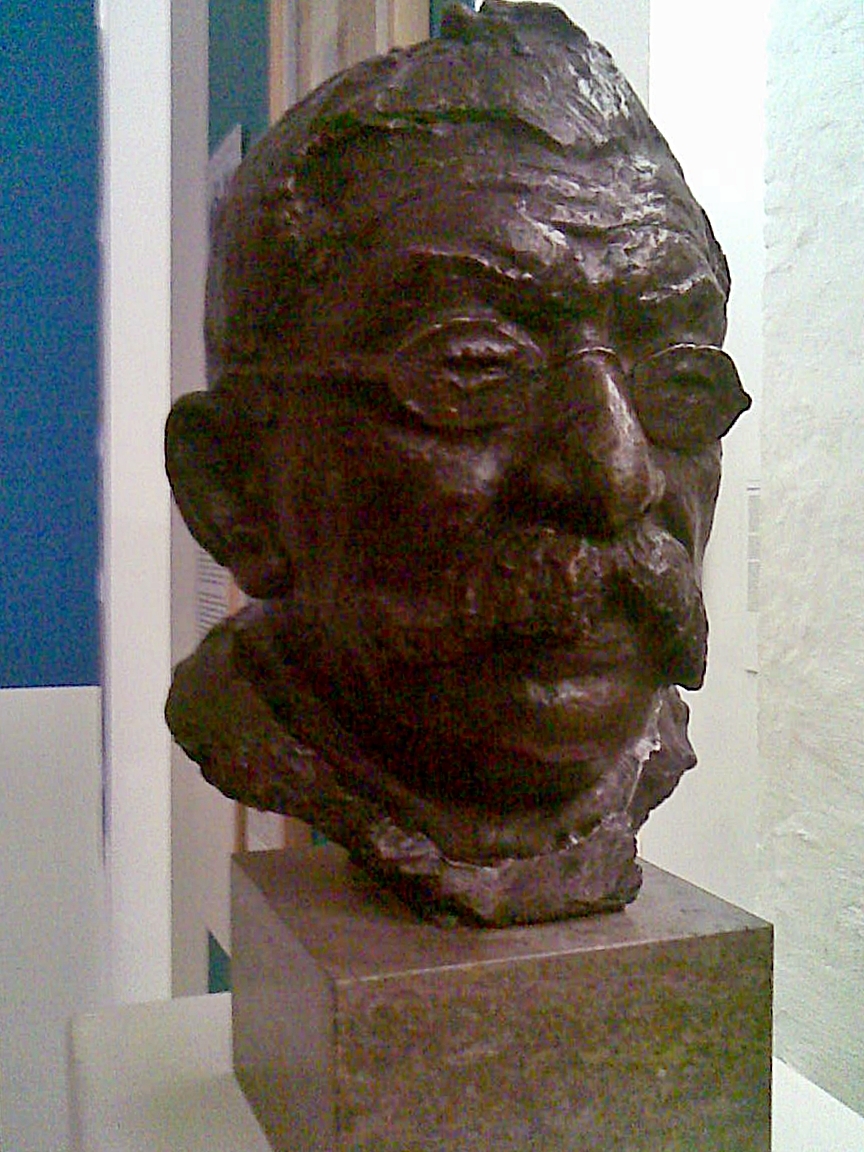
Magnus Hirschfeld, Schwules Museum, Berlin.

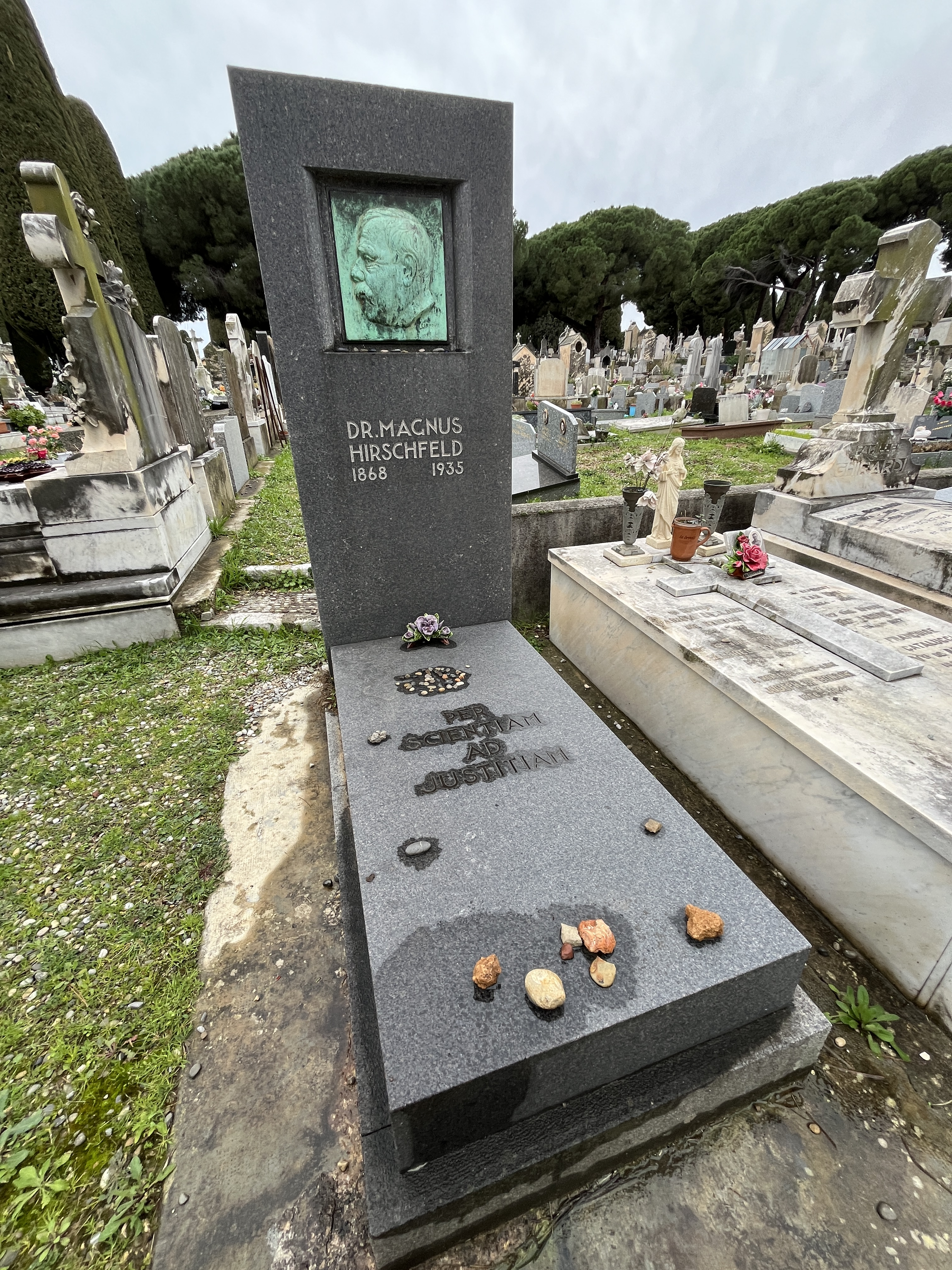
Sépulture de Magnus Hirschfeld au cimetière Caudade à Nice.

Magnus Hirschfeld, né le 14 mai 1868 à Kolberg et mort le 14 mai 1935 à Nice, est un médecin allemand. Premier à étudier la sexualité humaine sur des bases scientifiques et dans sa globalité (il a fondé l'Institut de sexologie à Berlin), il est l'un des pères fondateurs des mouvements de libération homosexuelle. Hirschfeld a lutté contre la persécution des homosexuels allemands soumis au paragraphe 175 du Code pénal allemand.

## Débuts
Magnus Hirschfeld est né dans une famille de confession juive et était le fils du médecin Hermann Hirschfeld. De 1888 à 1892, il étudie à Breslau puis à Strasbourg, Munich, Heidelberg et Berlin, où il obtient son doctorat en médecine. Puis, il ouvre à Magdebourg un cabinet en naturopathie et médecine générale. Deux ans plus tard, il s'installe dans le quartier de Charlottenburg à Berlin.

## Comité scientifique-humanitaire
En 1896, Hirschfeld publie sous pseudonyme la brochure intitulée Sappho et Socrate, sur l'amour entre personnes de même sexe.
Le 15 mai 1897, il fonde dans son appartement de Charlottenburg avec l'éditeur Max Spohr, l'avocat Eduard Oberg, l'écrivain Franz Joseph von Bülow (de) et Adolf Brand, venu avec d'autres personnes de la revue Der Eigene, le Comité scientifique-humanitaire (WHK, en allemand : Wissenschaftlich-humanitäres Komitee) dont il prend la direction. Le comité sera la première organisation au monde ayant comme but la dépénalisation des relations de nature homosexuelle. Ses membres espéraient obtenir l'abolition du paragraphe 175 inscrit dans le code pénal allemand depuis 1871 et qui prévoyait des peines de prison et la suspension des droits civils pour ceux convaincus de s'être livrés à des « actes sexuels contre nature […], que ce soit entre personnes de sexe masculin ou entre hommes et animaux ». Selon le comité, cette loi était inacceptable du fait qu'elle encourageait des formes de chantage. Il recueille au fil des années de nombreuses signatures dans le cadre de campagnes de pétition. La devise du comité, « per scientiam ad justitiam » (la justice grâce à la connaissance), reflète la conviction de Hirschfeld qu'une meilleure compréhension de l'homosexualité mènera à la disparition de l'hostilité à son égard. Hirschfeld, qui luttera sans relâche pour cet objectif, devient un personnage public en Allemagne.
Afin de lutter pour cette dépénalisation, Hirschfeld reprend à son compte la théorie du « troisième sexe » développée par Karl Heinrich Ulrichs. Il avance l'idée de stades « intermédiaires sexuels » (en allemand, sexuelle Zwischenstufen) : une échelle allant, indépendamment du sexe biologique, de la masculinité à la féminité. L'homosexualité, considérée comme innée et comme une question, alors, d'ordre médical, ne pouvait être pénalement répréhensible.
Les positions de Hirschfeld ne font pas l'unanimité au sein du comité et des conflits apparaissent rapidement. Certains, comme Benedict Friedlaender (en), désapprouvent la comparaison que Hirschfeld fait entre homosexuels et handicapés. Ils estiment également que les « uraniens » ne sont pas nécessairement féminins. En 1903, une scission a lieu et certains, avec Adolf Brand, créent la Gemeinschaft der Eigenen (GdE) ou « communauté de l'unique » (à comprendre comme « communauté des gens singuliers »).
Il fonde aussi en 1918 l'Institut de recherche sexuelle à Berlin, qui fut la cible des nazis, où ils firent les premiers autodafés avec l'importante bibliothèque qui s'y trouvait. Ses écrits, conférences et ouvrages ont été d'une importance capitale pour la « révolution sexuelle » qui s'annonça au XXe siècle et ont eu une influence déterminante sur les travaux des scientifiques et chercheurs pionniers de la sexualité Wilhelm Reich et Alfred Kinsey.
Le médecin supervise aussi, en 1930, la toute première tentative au monde d'opération de changement de sexe, sur la Danoise Lili Elbe.

## Combat contre le paragraphe 175
La pétition lancée par le comité pour l'abrogation du paragraphe 175 recueille plus de 5 000 signatures dont celles d'Albert Einstein, Sigmund Freud, Hermann Hesse, Richard von Krafft-Ebing, Thomas Mann, Stefan Zweig, Rainer Maria Rilke, Léon Tolstoï, Émile Zola, etc. Le projet de loi est déposé au Reichstag en 1898, mais il ne sera pas adopté car seule une minorité du parti social-démocrate le soutiendra. Hirschfeld, désappointé, remet le combat à plus tard en espérant pouvoir bénéficier de l'appui de parlementaires qu'il savait être homosexuels, notamment dans le SPD dont il était aussi membre.
L'idée portée par ce projet de loi continuera sa progression et, à la fin des années 1920, il sera sur le point d'être adopté ; mais la brutale montée du nazisme rendra cependant ce vote impossible.

## Travestissement
En 1910, paraît la première monographie s'appuyant sur l'étude de 100 cas de travestissement. Hirschfeld y évoque ces femmes soldats aux comportements héroïques. En 1930, dans un ouvrage sur l’histoire de la sexualité dans la guerre, il mentionne dans une vignette une jeune femme de vingt ans qui revêt l’uniforme et se dit prête à répondre à l’appel de l’armée et à s'engager. Les faits se déroulent entre 1914-1918 dans l'armée allemande. En 1947, dans un ouvrage publié à titre posthume, ce cas est développé plus en détail (Tréhel, 2013). Helene Deutsch, Hirschfeld, Freud, des médecins ayant partagé les mêmes théories écrivent, à la même période, sur des femmes combattantes revêtant l’apparat masculin, ce qui laisse supposer un lien entre les auteurs sur ce thème (Tréhel, 2015). 

## Travaux et engagements
- De 1899 à 1923, Hirschfeld publie la revue Jahrbuch für sexuelle Zwischenstufen, plus connue sous le nom Jahrbuch, dans laquelle contribuent activement Numa Prætorius, Paul Näcke, Marc André Raffalovich, Paul-Louis Ladame, Camille Spiess, Georges Saint-Paul, etc.
- En 1903 et 1904, il entreprend une étude statistique auprès d'étudiants et de travailleurs par le biais de questionnaires anonymes. Ces études l'ont amené à conclure que la proportion d'homosexuels dans la population était de 1,5 %, tandis que le pourcentage de bisexuels serait de 3,5 %.
- En 1907, il témoigne en tant qu'expert durant l'affaire Harden-Eulenburg.
- En 1908, il publie le Journal de sexologie, qu'il arrête après un court laps de temps.
- En 1910, il oriente ses travaux sur les personnes qui portent des vêtements du sexe opposé qu'il nomme indistinctement « transvestis ».
- Lors de la Première Guerre mondiale Hirschfeld cesse ses travaux de recherche et sert comme médecin dans un hôpital de campagne.
- En 1918, il crée la Fondation du Dr Magnus Hirschfeld, et le 6 juillet 1919 il fonde l'Institut de sexologie (Institut für Sexualwissenschaft), qui est le premier au monde à se consacrer à l'étude des sexualités humaines.
- En 1919, il participe au scénario et joue dans le film Différent des autres (Anders als die Andern) et participe aussi au scénario de Prostitution, autre film du même réalisateur, Richard Oswald.
- En 1921, avec l'Institut de sexologie, il organise la première « conférence pour une réforme sexuelle basée sur la sexologie » qui conduit à la création d'une Ligue mondiale pour la réforme sexuelle. D'autres conférences ont lieu à Copenhague en 1928, à Londres en 1929, à Vienne en 1930 et à Brno en 1932.
- En 1927, son film Gesetze der Liebe paraît. Il s'agit d'un film éducatif sur la sexualité, visant entre autres à combattre le paragraphe 175 du Code pénal allemand, qui condamne l'homosexualité[3].
- En 1930, l'Institut effectue sur Lili Elbe la première opération connue de changement de sexe d’homme à femme.

## Montée du nazisme et exil

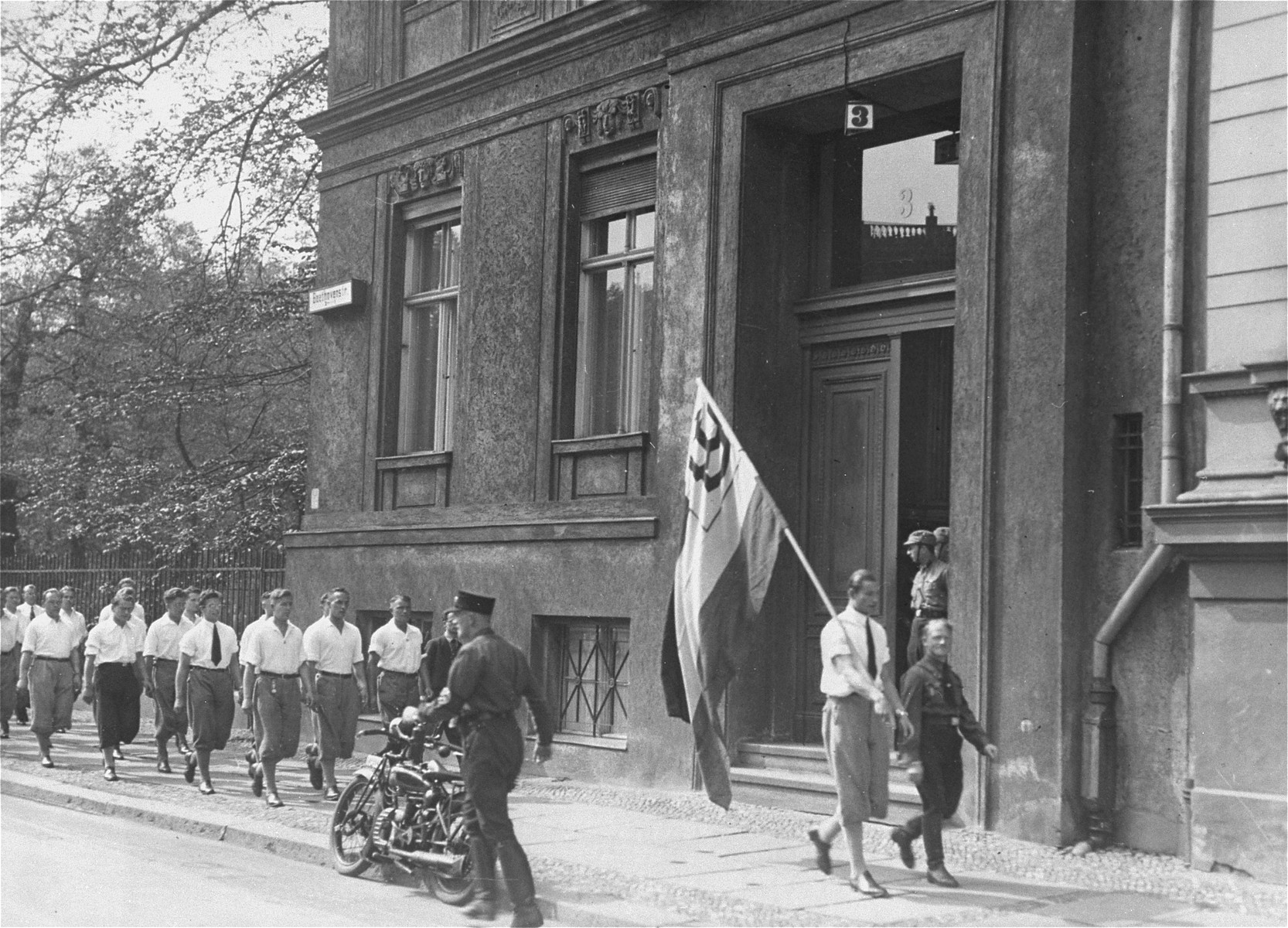
Parade d'étudiants du parti nazi devant l'Institut de sexologie de Magnus Hirschfeld.

Dans les années 1920, ses conférences sont de plus en plus chahutées. À Munich en 1920 il est grièvement blessé au crâne et certains journaux annoncent même sa mort. Juif et homosexuel, il devient une cible de choix pour les nazis et, en 1930, il ne peut plus se sentir en sécurité dans son propre pays. Il accepte alors une série de conférences aux États-Unis en 1931 et, suivant les mises en garde de ses amis, choisit de ne pas rentrer en Allemagne. Il reste en exil, d'abord à Zurich et à Ascona en Suisse, puis à Paris et enfin à Nice.
Consécutivement à la prise du pouvoir par Adolf Hitler, les nazis attaquent et pillent l'Institut de sexologie le 6 mai 1933 ; ses bibliothèques alimentèrent les premiers autodafés nazis.
À Paris, il tente de refonder sans succès un nouvel institut de sexologie. En 1934, il déménage à Nice (au 63, Promenade des Anglais). Il y décède des suites d'une crise cardiaque le jour de son 67e anniversaire, en 1935. Sa tombe se trouve au cimetière Caucade de Nice.
Le 14 mai 2010, à l'occasion du 75e anniversaire de sa mort, l'association Mémorial de la déportation homosexuelle (MDH) et le Centre LGBT Côte d'Azur ont organisé une journée d'hommage et ont déposé sur sa tombe une gerbe portant la mention « Au pionnier de nos causes ».

## Écrits
- Berlins Drittes Geschlecht, bei H. Seemann, Berlin u. Leipzig 1904 — Nachdruck: Verlag Rosa Winkel, 1991  (ISBN 3-921495-59-8) ; Réédition de l'édition française de 1908 : « Les Homosexuels de Berlin, 1908 ». Notes, préface et nb. annexes de Patrick Cardon. Inclus : Ruth Margarete Roellig, « Les Lesbiennes de Berlin », 1928. Lille (France) : QuestionDeGenre/GKC, 2001.
- Vom Wesen der Liebe. Zugleich ein Beitrag zur Lösung der Frage der Bisexualität, Verlag Max Spohr, Leipzig, 1906.
- Die Transvestiten: Eine Untersuchung über den erotischen Verkleidungstrieb, mit umfangreichem kasuistischem und historischem Material, Verlag Alfred Pulvermacher, Berlin, 1910. L'édition de 1912 comporte des illustrations de Max Tilke[6].
- Naturgesetze der Liebe: Eine gemeinverständliche Untersuchung über den Liebeseindruck, Liebesdrang und Liebesausdruck, Verlag "Wahrheit" Ferdinand Spohr, Leipzig, 1914.
- Die Homosexualität des Mannes und des Weibes, Verlag Louis Marcus, Berlin, 1914.
- Sexualpathologie. Ein Lehrbuch für Ärzte und Studierende, Bonn, 1916-1920.
  - Band I: Geschlechtliche Entwicklungsstörungen mit besonderer Berücksichtigung der Onanie ;
  - Band II: Sexuelle Zwischenstufen. Das männliche Weib und der weibliche Mann ;
  - Band III: Störungen im Stoffwechsel mit besonderer Berücksichtigung der Impotenz.
- Sexualität und Kriminalität. Überblick über Verbrechen geschlechtlichen Ursprungs, Vienne, Berlin, Leipzig, New York, 1924.
- Geschlechtskunde, auf Grund dreißigjähriger Forschung und Erfahrung bearbeitet, Stuttgart, 1926-1930.
  - Band I: Die körperlichen Grundlagen ;
  - Band II: Folgen und Folgerungen ;
  - Band III: Ausblicke ;
  - Band IV: Bilderteil ;
  - Band V: Register.
- Préface à Ruth Margarete Roellig, Les Lesbiennes de Berlin, 1928. Réédition Montpellier (France) : QuestionDeGenre/GKC, 2014.
- Die Weltreise eines Sexualforschers. Bözberg-Verlag, Brugg 1933 — Neuausgabe: Martin Ebel (Hrsg.) Eichborn, Frankfurt a.M. 2006 (= Die Andere Bibliothek, 254)  (ISBN 3-8218-4567-8). Édition française : Le Tour du monde d'un sexologue. Gallimard, Paris, 1938 ; traduit de l'allemand par L. Gara.
- Éducation sexuelle (avec Ewald Böhm), Éditions Montaigne, Paris, 1934 ; traduit de l'allemand par H. Scherdlin.
- L'Âme et l'amour, Gallimard, Paris, 1935.
- Sex in Human Relationships, John Lane, The Bodley Head, Londres, 1935.
- Le Sexe inconnu, Éditions Montaigne, Paris, 1936.
- Le Corps et l'amour, Gallimard, Paris, 1937.
- Racism, Victor Gollancz Ltd., édition posthume, Londres, 1938.
- Von einst bis jetzt: Geschichte einer homosexuellen Bewegung 1897 - 1922. Schriftenreihe der Magnus-Hirschfeld-Gesellschaft Nr. 1, Verlag rosa Winkel, Berlin 1986 (Nachdruck einer Artikelserie Magnus Hirschfelds für die Zeitschrift "Die Freundschaft").

## Représentations dans les arts

### Littérature
L'écrivain Christopher Isherwood raconte sa visite de l'Institut de sexologie dans son roman Christopher et son monde. L'écrivaine Brigitte Giraud prend Magnus Hirschfeld et le premier autodafé de ses écrits par les nazis comme sujet de son roman Jour de courage. Dans ce roman, un lycéen lyonnais de notre époque raconte ces évènements à ses camarades dans un exposé en cours d'histoire.

### Cinéma
Le cinéaste Rosa von Praunheim a réalisé en 1999, un film librement inspiré de la vie de Magnus Hirschfeld intitulé L'Einstein du sexe. Le surnom d'« Einstein du sexe » lui avait été donné ironiquement par la presse allemande de son vivant.

### Télévision
Dans la saison 2 de la série Transparent, des flashbacks dans le Berlin du début des années 1930 ont lieu dans l'Institut für Sexualwissenschaft de Magnus Hirschfeld, interprété par l'acteur Bradley Whitford.